# Басакинское сельское поселение
Баса́кинское сельское поселение — муниципальное образование в составе Чернышковского района Волгоградской области.
Административный центр — посёлок Басакин.

## История
Басакинское сельское поселение образовано 22 декабря 2004 года в соответствии с Законом Волгоградской области № 976-ОД.

## Население
| 2010  | 2012  | 2013  | 2014  | 2015  | 2016  | 2017  |
| ----- | ----- | ----- | ----- | ----- | ----- | ----- |
| 1358  | ↘1331 | ↘1330 | ↘1302 | ↘1279 | ↘1218 | ↘1191 |
| 2018  | 2019  | 2020  | 2021  |       |       |       |
| ↘1154 | ↘1139 | ↘1122 | ↘1106 |       |       |       |

## Состав сельского поселения
| № | Населённый пункт | Тип населённого пункта          | Население |
| - | ---------------- | ------------------------------- | --------- |
| 1 | Базной           | хутор                           | 109       |
| 2 | Басакин          | посёлок, административный центр | 1041      |
| 3 | Гладков          | посёлок                         | 41        |
| 4 | Низянка          | посёлок                         | 30        |
| 5 | Раздольный       | посёлок                         | 17        |
| 6 | Россошанский     | посёлок                         | 52        |
| 7 | Чекомасьев       | хутор                           | 68        |